# Ганівілл (Юта)
Ганівілл (англ. Honeyville) — місто (англ. city) в США, в окрузі Бокс-Елдер штату Юта. Населення — 1606 осіб (2020).

## Географія
Ганівілл розташований за координатами 41°38′8″ пн. ш. 112°5′7″ зх. д. / 41.63556° пн. ш. 112.08528° зх. д. (41.635495, -112.085183).  За даними Бюро перепису населення США в 2010 році місто мало площу 30,60 км², уся площа — суходіл.

## Демографія
Згідно з переписом 2010 року, у місті мешкала 1441 особа в 442 домогосподарствах у складі 361 родини. Густота населення становила 47 осіб/км².  Було 462 помешкання (15/км²).
Расовий склад населення:
| - 93,3 % — білих - 1,7 % — азіатів - 0,8 % — вихідців з тихоокеанських островів - 0,5 % — чорних або афроамериканців - 1,5 % — осіб інших рас |

До двох чи більше рас належало 2,1 %. Частка іспаномовних становила 4,4 % від усіх жителів.
За віковим діапазоном населення розподілялося таким чином: 36,0 % — особи молодші 18 років, 52,3 % — особи у віці 18—64 років, 11,7 % — особи у віці 65 років та старші. Медіана віку мешканця становила 32,5 року. На 100 осіб жіночої статі у місті припадало 101,5 чоловіків;  на 100 жінок у віці від 18 років та старших — 94,1 чоловіків також старших 18 років.
Середній дохід на одне домашнє господарство  становив 73 283 долари США (медіана — 56 000), а середній дохід на одну сім'ю — 83 486 доларів (медіана — 61 944). Медіана доходів становила 54 779 доларів для чоловіків та 41 406 доларів для жінок. За межею бідності перебувало 12,7 % осіб, у тому числі 20,7 % дітей у віці до 18 років та 6,3 % осіб у віці 65 років та старших.
Цивільне працевлаштоване населення становило 600 осіб. Основні галузі зайнятості: виробництво — 24,5 %, освіта, охорона здоров'я та соціальна допомога — 22,3 %, будівництво — 10,5 %, транспорт — 7,0 %.